# Tsunamia
Tsunamia, monotipski rod crvenih algi, dio je porodice Stylonemataceae, jedina u redu Stylonematales. Jedina priznata vrsta je morska alga T. transpacifica, opisana 2016. godine

## Vanjske poveznice
- Algae, Flora of drift plastics: a new red algal genus, Tsunamia transpacifica (Stylonematophyceae) from Japanese tsunami debris in the northeast Pacific Ocean